# Fryderyk za fonograficzny debiut roku jazz
Fryderyk za fonograficzny debiut roku jazz – polska nagroda muzyczna Fryderyk, przyznawana corocznie od roku 1995 w sekcji muzyki jazzowej w kategorii fonograficzny debiut roku jazz. Honoruje wykonawców debiutujących za całokształt działalności w danym roku. Fryderyki są przyznawane od 1995 przez Związek Producentów Audio-Video (ZPAV) za osiągnięcia w rodzimym przemyśle muzycznym. Od 2000 za wyłanianie nominowanych, a następnie laureatów odpowiedzialna jest powołana przez ZPAV Akademia Fonograficzna.
Kategoria została wprowadzona podczas 15. edycji, Fryderyków 2009. Nosiła nazwę:
- jazzowy fonograficzny debiut roku w edycjach 2009 i 2010,
- fonograficzny debiut roku w edycjach 2011, 2012 i od 2015 do 2018,
- debiut roku w edycjach 2013 i 2014,
- debiut roku jazz w edycji 2019,
- fonograficzny debiut roku jazz w edycjach od 2020.

10 osób było nominowane w kategorii dwukrotnie (solowo lub w ramach zespołów). Krzysztof Lenczowski jako jedyny wygrał w niej dwukrotnie (najpierw z zespołem Atom String Quartet, a później jako solista).

## Laureaci i nominowani
| Rok          | Zdjęcie              | Laureat                                                    | Pozostałe nominacje                                                                            | Źr.    |
| ------------ | -------------------- | ---------------------------------------------------------- | ---------------------------------------------------------------------------------------------- | ------ |
| 2009         |                      | Marcin Wasilewski                                          | - Adam Pierończyk - Grzegorz Nagórski - Michał Tokaj - Piotr Baron                             | [ 2 ]  |
| 2010         |                      | Trio Mania (Piotr Mania, Adam Żuchowski i Tomasz Sowiński) | - Michał Grott - Rafał Gorzycki, Kamil Pater, Aleksander Kamiński i Paweł Urowski              | [ 3 ]  |
| 2011         |                      | Robert Kubiszyn                                            | - Maciej Fortuna Quartet - New Trio (Jan Smoczyński, Mateusz Smoczyński i Alex Zinger)         | [ 4 ]  |
| 2012         |                      | Atom String Quartet                                        | - Biotone - Krzysztof Pacan - Marta Król - Monika Borzym                                       | [ 5 ]  |
| 2013         |                      | Piotr „Damas” Damasiewicz                                  | - Interplay Jazz Duo - Maciej Garbowski - Tomasz Dąbrowski - Piotr „Pianohooligan” Orzechowski | [ 6 ]  |
| 2014         |                      | Dominik Wania                                              | - High Definition Quartet - Maciej „Kocin” Kociński - Marcin Gawdzis - Przemysław Florczak     | [ 7 ]  |
| 2015         |                      | Nikola Kołodziejczyk Orchestra                             | - Bogna Kicińska - Jacek Namysłowski - Jakub Płużek - Ola Trzaska                              | [ 8 ]  |
| 2016 (remis) |                      | Aga Derlak                                                 | - Nika Lubowicz - Olga Boczar                                                                  | [ 9 ]  |
| 2016 (remis) | Agnieszka Wilczyńska |                                                            | - Nika Lubowicz - Olga Boczar                                                                  | [ 9 ]  |
| 2016 (remis) | Krzysztof Lenczowski |                                                            | - Nika Lubowicz - Olga Boczar                                                                  | [ 9 ]  |
| 2017         |                      | Tomasz Wendt                                               | - Kajetan Borowski - Mateusz Gawęda - Mateusz Pliniewicz - Sabina Meck                         | [ 10 ] |
| 2018         |                      | Kuba Więcek                                                | - EABS - Kasia Pietrzko - Krzysztof Dziedzic - Tomasz Chyła                                    | [ 11 ] |
| 2019         |                      | Emil Miszk                                                 | - Dawid Lubowicz - Dominik Kisiel - Łukasz Kokoszko - Michał Martyniuk                         | [ 12 ] |
| 2020         |                      | Szymon Sutor                                               | - Andrzej Kowalski - Kamila Drabek - Michał Zaborski - Natalia Kordiak                         | [ 13 ] |
| 2021         |                      | Michał Tomaszczyk                                          | - Łukasz Ojdana - Marta Wajdzik - O.N.E. Quintet - Przemysław Chmiel                           | [ 14 ] |
| 2022         |                      | Daniel Nosewicz                                            | - Maciej Kitajewski - Marek Konarski - Paweł Mańka - Szymon Białorucki                         | [ 15 ] |
| 2023         |                      | Andrzej Gondek                                             | - Amalia Umeda - Anna Jopek - Marcel Baliński - Mary Rumi                                      | [ 16 ] |
| 2024         |                      | Michał Aftyka                                              | - Horntet - Irka Zapolska - Piotr Szlempo - superminimalism                                    | [ 17 ] |
| 2025         |                      | Szymon Zawodny                                             | - Adam Jędrysik - Tymek Papior                                                                 | [ 18 ] |

## Statystyki
| Liczba | Osoba                | Lata                                              |
| ------ | -------------------- | ------------------------------------------------- |
| 2      | Krzysztof Lenczowski | 2012 (z zespołem Atom String Quartet) 2016 (solo) |

| Liczba | Osoba                | Lata                                                             |
| ------ | -------------------- | ---------------------------------------------------------------- |
| 2      | Dawid Lubowicz       | 2012 (z zespołem Atom String Quartet) 2019 (solo)                |
| 2      | Kamila Drabek        | 2020 (solo) 2021 (z zespołem O.N.E. Quintet)                     |
| 2      | Krzysztof Lenczowski | 2012 (z zespołem Atom String Quartet) 2016 (solo)                |
| 2      | Mateusz Smoczyński   | 2011 (z zespołem New Trio) 2012 (z zespołem Atom String Quartet) |
| 2      | Michał Aftyka        | 2024 (solo i z zespołem superminimalism)                         |
| 2      | Michał Tomaszczyk    | 2012 (z zespołem Biotone) 2021 (solo)                            |
| 2      | Michał Zaborski      | 2012 (z zespołem Atom String Quartet) 2020 (solo)                |
| 2      | Piotr Orzechowski    | 2013 (solo) 2014 (z zespołem High Definition Quartet)            |
| 2      | Przemysław Florczak  | 2012 (z zespołem Biotone) 2014 (solo)                            |
| 2      | Robert Wypasek       | 2024 (z zespołami Horntet i superminimalism)                     |